# 吉尔贝特·博
吉尔贝特·博（法語：Gilberte Beaux，法語發音：[ʒilbɛʁt bo]；1929年7月12日—），出生於法國巴黎，是一位從基層憑藉速記工作開始努力向上，後來在1990年代成為的知名女企業家。

## 生平
她的童年正值1930年代的經濟大蕭條，父親的金融生意也因此破產，她的媽媽帶著她和胞弟因此到南方的馬賽過活，直到第二次世界大戰結束之後，才又全家遷回巴黎。吉尔贝特·博從學習速記、打字開始，並在一家私人銀行勤奮的工作，經過10年的時間成為這家銀行經理人，而她同時還在銀行技術學院（l’Institut technique de Banque）夜間部就讀，由於這段時間對於俄羅斯文學備感興趣，於是在1951年和愛德華·博（Édouard Beaux）結婚，而她的公公是著名的香水調香師埃内斯特·博（Ernest Beaux），創造了香奈爾品牌最知名的香奈爾五號香水。
1956年她從銀行業轉到Simca汽車公司，擔任出口信用貸款、以及股票市場投資的要職，期間又參與法國金融分析師協會的前身團體，自此吉尔贝特·博便開始在巴黎的金融圈活躍。1967年她和法國巨賈詹姆斯·戈德史密斯（James Goldsmith）會見，在此之後詹姆斯·戈德史密斯決定成立一家西方通用公司，這家公司交由吉尔贝特·博經營管理，手上握有多個農業和食品的品牌經營權，直到1980年代初期，趁著BSN集團（Boussois-Souchon-Neuvesel）大肆收購食品業的時候，就將西方通用旗下的食品部門，打包股權順勢賣出。
1987年詹姆斯·戈德史密斯決定前往美國投資，因此將歐洲的各項投資獲利了結，因此吉尔贝特·博決定另起爐灶自行創業，這個新公司馬上找到主要業務，為瓜地馬拉控制石油儲量和財務操作，1988年也擔任法國總理雷蒙·巴爾的經濟顧問，1990年她遇到另一個法國巨賈貝爾納·塔皮（Bernard Tapie），當時貝爾納·塔皮為了重整愛迪達而正在苦惱和焦頭爛額，因為這個品牌面臨財務困境和周轉問題，在吉尔贝特·博出手整頓之下，1994年順利將愛迪達賣給罗贝尔·路易-德雷富斯（Robert Louis-Dreyfus, RLD），1995年她選擇退休，離開法國的金融財務圈，到阿根廷享受晚年生活。

## 著作
- 《Une femme libre》（一個自由的女人）[4]

## 受獎
- 法國榮譽軍團勳章司令
- 法國國家功績勳章